# 타임 워프 워
《타임 워프 워》(러시아어: Рубеж)는 2018년에 개봉한 러시아의 영화이다.

## 캐스팅
- 파벨 프릴루치니
- 옐레나 랴도바